# Horses Running Endlessly
Horses Running Endlessly est une œuvre de Gabriel Orozco réalisée en 1995 et conservée au Museum of Modern Art.

## Description
L'œuvre, qui fait partie d'une série de l'artiste sur le thème des jeux, consiste en un échiquier réinventé, dont les 16 x 16 cases se distinguent en quatre teintes de bois, sur lequel sont placés exclusivement des cavaliers de quatre teintes qui pointent dans différentes directions, y compris en diagonale,.

## Inspiration et analyse
Par l'utilisation de matériaux recyclés, Horses Running Endlessy s'inscrit dans le mouvement Arte Povera.
L’œuvre, une réinterprétation des jeux d'échecs, est cohérent avec la manière dont le travail d'Orozco cherche à interroger les habitudes et les croyances. L'exorbitance de l’œuvre, ici ses dimensions exagérées, permet de passer à un autre monde que le réel. L'absence de roi dans les pièces supprime le but des échecs, laissant place à des possibilités infinies. L'échiquier devenant un paysage ouvert, les pièces ne sont plus lisibles comme cavaliers mais plutôt comme des sculptures de chevaux sauvages.

## Œuvres apparentées
Cette possibilité de mouvements infinis, communiqué par les couleurs, formes et emplacements des cavaliers, se rapproche des sculptures kinésiques, telles que les mobiles de Xenia Cage ou Alexander Calder.
Parmi d'autres réinterprétations artistiques des jeux, il existe le travail de Damien Hirst Mental Escapology, lui aussi basé sur les échecs, mais aussi ceux de Yoko Ono et Ruth Catlow, qui utilisent les jeux pour faire passer des messages politiques, en particulier pacifistes.